# 가도 가디
가도 가디(이탈리아어: Gaddo Gaddi, 1239년경~1312년경)는 피렌체 출신의 고딕 양식의 화가이자 모자이크 예술가이다. 그의 작품은 거의 전해지지 않는다. 그는 타데오 가디의 아버지이며, 로마 산타마리아 마조레 대성전의 외벽 모자이크를 완성했다. 피렌체 대성당 내부 문 위에 있는 ‘성모 마리아의 대관식’(Coronation of the Virgin) 모자이크도 1307년작으로 가도 가디의 작품으로 추정된다.
조르조 바사리에 따르면 가도 가디는 치마부에와 절친한 친구였으며, 이후에는 조토와도 가까운 사이였다고 한다. 그의 출생과 사망 연도는 1239년과 1312년경으로 전해지지만, 이 연도는 너무 이른 것으로 보이며, 실제로는 1260년경에 태어나 1333년경에 사망했을 가능성이 높다.
그는 화가이자 모자이크 예술가로서 피렌체 대성당 정문 내부에 있는 성모 마리아의 대관식을 주제로 한 대형 모자이크를 제작한 것으로 전해진다. 또한, 로마 산타 마리아 마조레 대성당의 주랑 내부에 있는 모자이크—이 성당의 설립 전설과 관련된 장면들—는 그의 작품으로 보다 확실하게 인정받고 있으며, 이 모자이크는 1308년경에 제작된 것으로 추정된다.
로마 구 성 베드로 대성전에서는 성가대석(choir)의 모자이크와, 정면에 하느님 아버지를 거대한 규모로 표현한 모자이크 및 여러 인물상이 포함된 작품을 제작했으며, 피렌체 산타 마리아 노벨라 성당에서는 제단화를 제작한 것으로 전해진다. 그러나 이들 작품은 현재 모두 전하지 않는다. 일반적으로 가도 가디의 그림(모자이크가 아닌 회화)은 현존하지 않는 것으로 여겨진다.
크로우와 카발카셀레는 산타 마리아 마조레 대성당의 모자이크 양식이 아시시 상부 교회에 있는 프란체스코 성인의 생애를 그린 프레스코화 네 점(2, 3, 4번과 특히 5번 작품, 프란체스코가 옷을 벗고 주교의 보호를 받는 장면)과 매우 유사하다고 보고, 이 프레스코화들 또한 가도 가디의 작품으로 상당한 확신을 가지고 귀속할 수 있다고 주장했다. 이 외에도 그에게 귀속되는 몇몇 모자이크 작품들이 전해지지만, 이들에 대한 확실한 증거는 없다. 이 예술가는 막대한 재산을 축적하는 기반을 마련했으며, 그의 후손들은 세속적으로 매우 높은 지위에 오르게 되었다.